# 格里博耶多夫运河

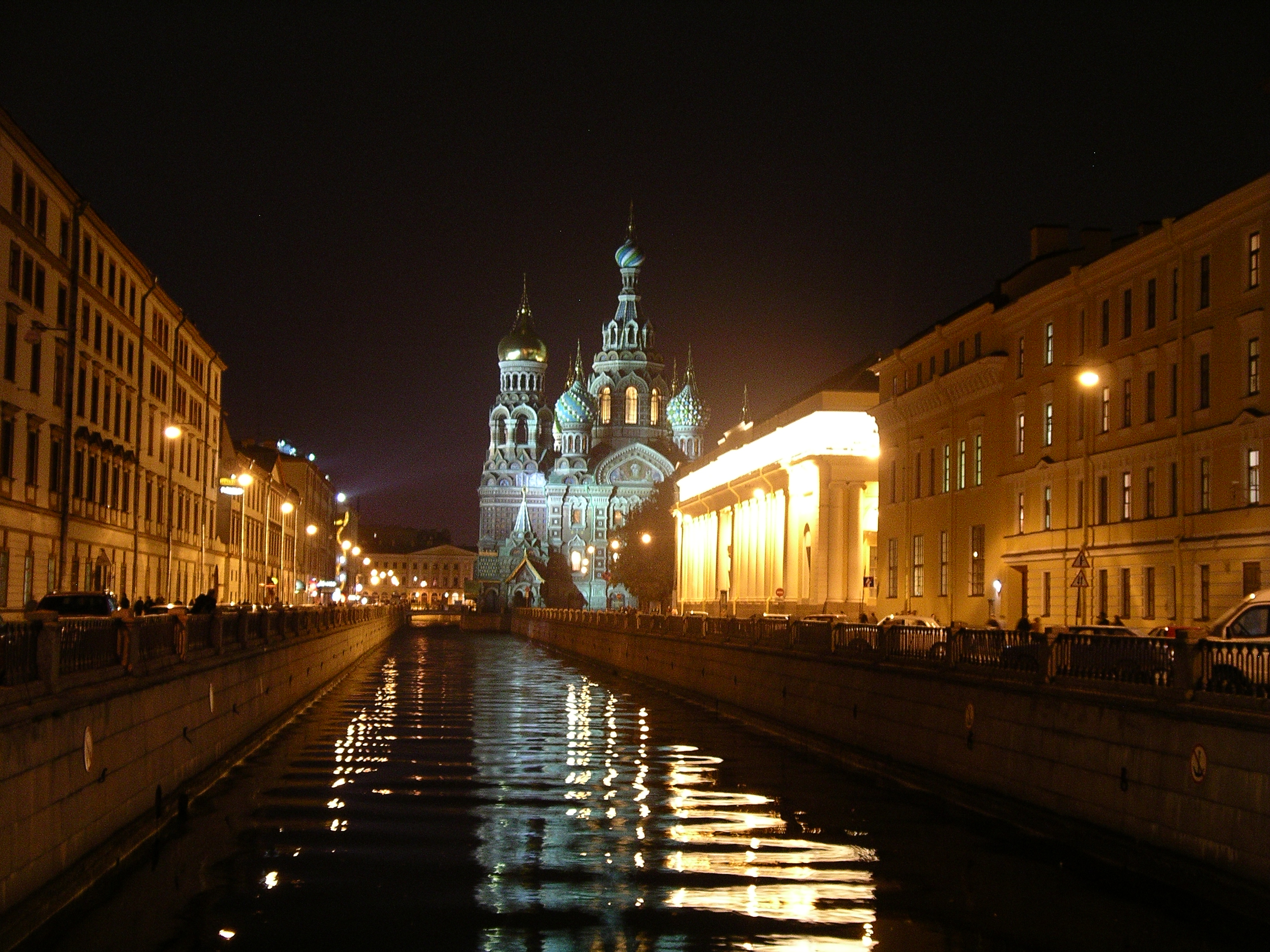
格里博耶多夫运河

59°55′58″N 30°19′30″E / 59.9327°N 30.3251°E
格里博耶多夫运河（俄语：кана́л Грибое́дова）是圣彼得堡的一条运河，开挖于1739年，1764–1790年加深，修筑花岗岩河堤。
格里博耶多夫运河在战神广场附近发源于莫伊卡河，注入丰坦卡河。全长5公里，宽32米。
1923年以前，此河以叶卡捷琳娜二世命名为叶卡捷琳娜运河。共产党政权以俄国剧作家和外交官亚历山大·格里博耶多夫重新命名。

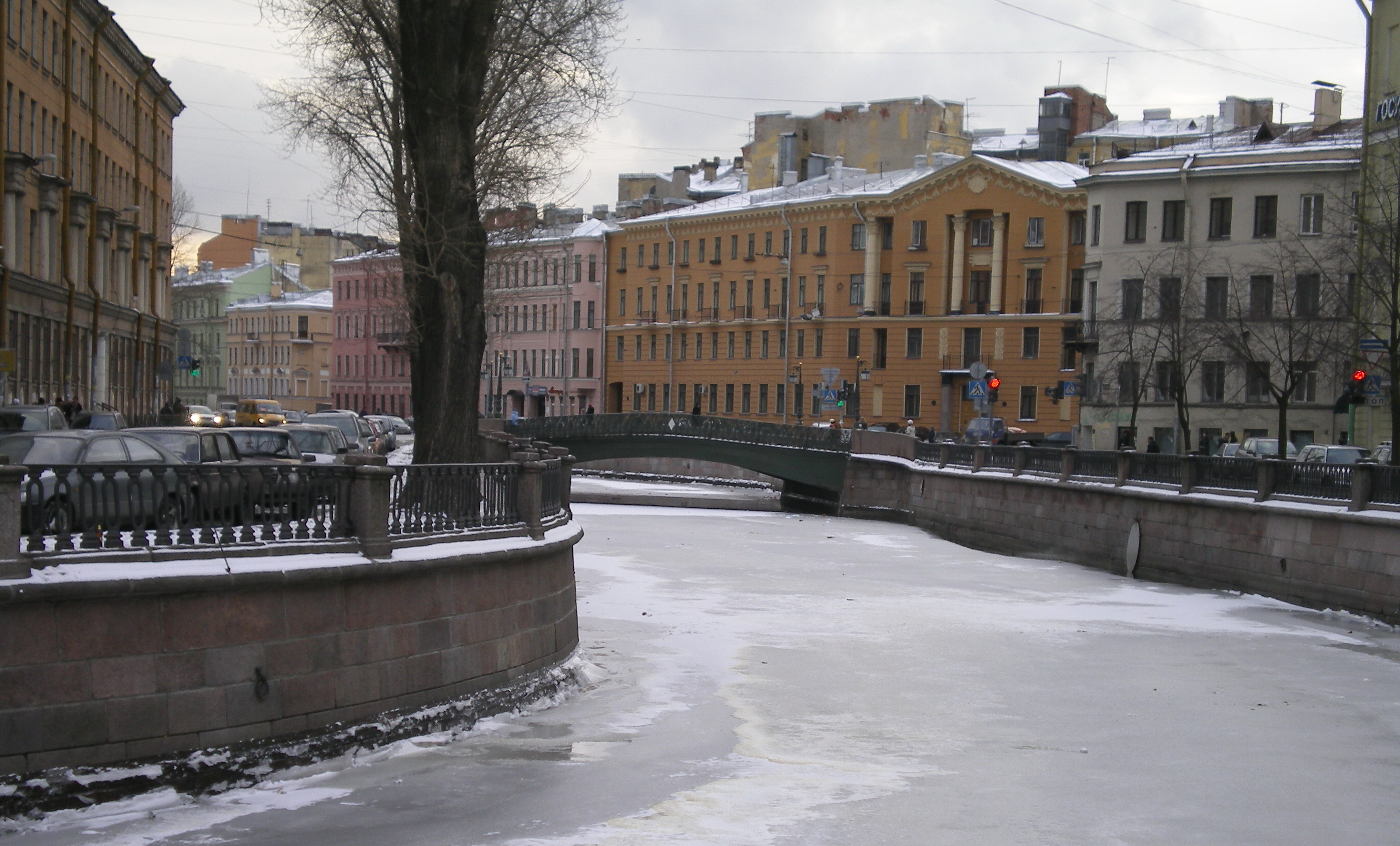
德米多夫桥

格里博耶多夫运河上共有21座桥：
- 剧院桥
- 新马厩桥
- 意大利桥
- 喀山桥，靠近喀山主教座堂
- 银行桥
- 面粉桥

- 石桥
- 德米多夫桥
- 干草桥
- 科库什金桥
- 耶稣升天桥
- Подьяческий桥
- 四狮桥
- Харламов桥
- 新尼古拉桥，靠近圣尼古拉海员主教座堂
- 赤卫军桥
- 皮卡洛夫桥
- 莫吉廖夫桥

- Аларчин桥
- 科洛姆纳桥
- 小卡林金桥